# Nacjonalizm banalny
Nacjonalizm banalny – rodzaj codziennych praktyk i czynności, które przypominają o narodowej tożsamości, utrwalają poczucie wspólnoty narodowej. Termin pochodzi z wydanej w 1995 roku książki Micheala Billiga „Banal Nationalism”. 
Użycie terminu w języku polskim może rodzić pewne nieporozumienia, ponieważ słowo „banalny” nasuwa skojarzenia z czymś mało istotnym i pospolitym, gdy tymczasem należy tu je rozumieć jako oznaczające coś łatwego w użyciu czy w tym przypadku łatwego do zaakceptowania. Michael Billig za Hannah Arendt podkreśla, że wbrew pozorom „banalność” nie oznacza nieszkodliwości.
Kluczowym przykładem banalnego nacjonalizmu jest flaga narodowa na urzędzie państwowym lub naszyta na uniformie funkcjonariusza państwowego, której na co dzień się nie zauważa. Przeciwieństwem jej jest flaga narodowa, którą wymachują członkowie nacjonalistycznych organizacji społecznych, flaga, która przyciąga uwagę i rozgrzewa emocje. Michael Billig odwołuje się do podziału na nacjonalizm „zimny” i „gorący”, zostaje jednak przy słowie „banalny”, które ma podkreślać powszechną i niemal subliminalną obecność nacjonalizmu.
Przykłady nacjonalizmu banalnego:
- powszechne użycie oficjalnych symboli narodowych takich jak godło i barwy narodowe na pieniądzach, w urzędach, w sporcie, a także w reklamie;
- użycia nieoficjalnych symboli narodowych, takich jak kontur państwa w prognozie pogody;
- prezentowanie wiadomości w mediach tak, że pierwsze strony lub minuty programu poświęcone są sprawom krajowym, lub tak, że nawet w przypadku wydarzeń mających miejsce poza granicami kraju doszukuje się w nich wątków związanych z własnym narodem;
- użycie przez dziennikarzy, polityków, naukowców zwrotów językowych typu „my” oznaczających w domyśle „nasz naród”;
- użycie popularnych zwrotów, przysłów i pieśni odwołujących się do wspólnoty;
- dyskurs naturalizujący naród i państwo narodowe.

Praktyki nacjonalizmu banalnego występują przeważnie wspólnie i niezauważalne trzymają się blisko życia codziennego. Najczęściej nie są wytwarzane odgórnie, ale istnieją dzięki niemal bezrefleksyjnemu powielaniu ich w codziennym doświadczeniu. Działanie nacjonalizmu banalnego jest wzmacniane dzięki odpowiedniej edukacji i wychowaniu, nakierowanych na utrwalanie tradycji narodowej.
Michael Billig podkreśla, że całe niebezpieczeństwo nacjonalizmu banalnego polega na tym, że reprodukuje instytucje, które dysponują olbrzymim arsenałem broni i w sytuacjach krytycznych, jak konflikt zbrojny czy protesty masowe, może przerodzić się w tzw. nacjonalizm „gorący” i tym samym doprowadzić do przelewania krwi w imię narodu i państwa narodowego.
Krytycy teorii nacjonalizmu banalnego nie zaprzeczają jego istnieniu, jednak sugerują, że era nacjonalizmu jako pozostałość minionej epoki odchodzi już w przeszłość.